# Estación Guzmán
Estación Guzmán är en ort i Mexiko.   Den ligger i kommunen Salvatierra och delstaten Guanajuato, i den centrala delen av landet, 200 km väster om huvudstaden Mexico City. Estación Guzmán ligger 1 822 meter över havet och antalet invånare är 109.
Terrängen runt Estación Guzmán är huvudsakligen kuperad, men åt sydost är den platt. Runt Estación Guzmán är det ganska tätbefolkat, med 155 invånare per kvadratkilometer. Närmaste större samhälle är Acámbaro, 19,5 km sydost om Estación Guzmán. I omgivningarna runt Estación Guzmán växer huvudsakligen savannskog.